# Calamonaci
Calamonaci es una comuna siciliana, en la Provincia de Agrigento.

## Evolución demográfica
| Gráfica de evolución demográfica de Calamonaci entre 1861 y 2001 |
|                                                                  |
| Fuente ISTAT - elaboración gráfica de Wikipedia                  |

- Wikimedia Commons alberga una categoría multimedia sobre Calamonaci.

- Datos: Q431101
- Multimedia: Calamonaci / Q431101

1. ↑  Worldpostalcodes.org, código postal n.º 92010.
2. ↑  «Codici Catastali». Comuni-italiani.it (en italiano). Consultado el 29 de abril de 2017.